# Barnaul
Barnaul (tiếng Nga: Барнаул) là một thành phố và trung tâm hành chính của vùng Altai, Nga. Barnaul nằm ở phía tây nam của vùng liên bang Siberia trên sông Obi. Dân số: 649.600 (ước tính 2007); 600.749 (điều tra dân số 2002).

## Lịch sử

### Thời cổ đại
Khu vực xung quanh thành phố là nơi sinh sống của người hiện đại, người Neanderthal và người Denisova trong hàng trăm nghìn năm. Họ định cư ở đây để tận dụng sự hợp lưu của các con sông, được sử dụng để vận chuyển và đánh bắt cá. Vào thời kỳ gần Công Nguyên, khu vực này được kiểm soát bởi người Scythia và các dân tộc Turk khác nhau.

### Đế quốc Nga
Mặc dù được nhắc đến từ năm 1724, nhưng phải đến năm 1730 thành phố Barnaul mới được thành lập. Nó được nâng lên cấp thành phố vào năm 1771. Được chọn vì nằm gần dãy núi Altai giàu khoáng sản và gần một con sông lớn, nó được thành lập bởi gia đình quý tộc Demidov. Nhà Demidov muốn phát triển việc khai thác đồng trên núi, và họ đã sớm tìm thấy các mỏ bạc lớn. Năm 1747, các nhà máy của gia tộc Demidov được tiếp quản bởi chính quyền Sa hoàng. Barnaul trở thành trung tâm sản xuất bạc của toàn bộ Đế quốc Nga.
Năm 1914, Barnaul là địa điểm diễn ra cuộc bạo loạn lâu dài nhất ở Nga trong Chiến tranh thế giới thứ nhất. Đã có hơn 100 người thương vong trong cuộc giao tranh này.

### Thế chiến II
Hơn một nửa số đạn dược hạng nhẹ mà Liên Xô sử dụng trong Chiến tranh thế giới thứ hai ước tính được sản xuất tại Barnaul.

## Kinh tế
Barnaul là một trung tâm công nghiệp quan trọng ở phía tây Siberia. Có hơn 100 doanh nghiệp công nghiệp trong thành phố, với khoảng 120.000 lao động. Các ngành công nghiệp được chú trọng bao gồm chế biến dầu diesel và cacbon; cũng như sản xuất máy móc hạng nặng, lốp xe, đồ nội thất và giày dép.

## Giao thông
Barnaul nằm trên các tuyến đường sắt Nam Siberia, Turkestan–Siberia và Omsk–Barnaul. Các phương tiện giao thông công cộng phổ biến trong thành phố là xe buýt và taxi.

## Khí hậu
Barnaul có khí hậu lục địa ẩm (Köppen Dfb). Thành phố có mùa đông kéo dài, với nhiệt độ trung bình là -15,5 °C (4,1 °F) vào tháng 1, nhưng cũng có một giai đoạn ấm áp ngắn vào mùa hè với nhiệt độ trung bình là 19,9 °C (67,8 °F) vào tháng 7. Nhiệt độ có mức chênh lệnh lớn, từ dưới -45 °C (-49 °F) vào mùa đông đến trên 35 °C (95 °F) vào mùa hè.

Khí hậu tương đối khô. Lượng mưa trung bình trong khu vực là 433 mm (17,0 in) mỗi năm.
| Dữ liệu khí hậu của Barnaul             | Dữ liệu khí hậu của Barnaul | Dữ liệu khí hậu của Barnaul | Dữ liệu khí hậu của Barnaul | Dữ liệu khí hậu của Barnaul | Dữ liệu khí hậu của Barnaul | Dữ liệu khí hậu của Barnaul | Dữ liệu khí hậu của Barnaul | Dữ liệu khí hậu của Barnaul | Dữ liệu khí hậu của Barnaul | Dữ liệu khí hậu của Barnaul | Dữ liệu khí hậu của Barnaul | Dữ liệu khí hậu của Barnaul | Dữ liệu khí hậu của Barnaul |
| Tháng                                   | 1                           | 2                           | 3                           | 4                           | 5                           | 6                           | 7                           | 8                           | 9                           | 10                          | 11                          | 12                          | Năm                         |
| --------------------------------------- | --------------------------- | --------------------------- | --------------------------- | --------------------------- | --------------------------- | --------------------------- | --------------------------- | --------------------------- | --------------------------- | --------------------------- | --------------------------- | --------------------------- | --------------------------- |
| Cao kỉ lục °C (°F)                      | 5.3 (41.5)                  | 7.4 (45.3)                  | 16.4 (61.5)                 | 32.3 (90.1)                 | 37.4 (99.3)                 | 36.6 (97.9)                 | 37.9 (100.2)                | 38.3 (100.9)                | 34.0 (93.2)                 | 27.4 (81.3)                 | 15.3 (59.5)                 | 6.3 (43.3)                  | 38.3 (100.9)                |
| Trung bình ngày tối đa °C (°F)          | −10.8 (12.6)                | −8.1 (17.4)                 | −0.6 (30.9)                 | 10.1 (50.2)                 | 20.1 (68.2)                 | 24.3 (75.7)                 | 26.3 (79.3)                 | 24.3 (75.7)                 | 17.7 (63.9)                 | 9.2 (48.6)                  | −2.2 (28.0)                 | −8.5 (16.7)                 | 8.5 (47.3)                  |
| Trung bình ngày °C (°F)                 | −15.5 (4.1)                 | −13.7 (7.3)                 | −6.5 (20.3)                 | 3.8 (38.8)                  | 12.8 (55.0)                 | 17.7 (63.9)                 | 19.9 (67.8)                 | 17.4 (63.3)                 | 11.0 (51.8)                 | 3.8 (38.8)                  | −6.3 (20.7)                 | −12.9 (8.8)                 | 2.6 (36.7)                  |
| Tối thiểu trung bình ngày °C (°F)       | −20.1 (−4.2)                | −18.7 (−1.7)                | −11.8 (10.8)                | −1.2 (29.8)                 | 6.5 (43.7)                  | 11.6 (52.9)                 | 14.0 (57.2)                 | 11.6 (52.9)                 | 5.6 (42.1)                  | −0.4 (31.3)                 | −10.0 (14.0)                | −17.4 (0.7)                 | −2.5 (27.5)                 |
| Thấp kỉ lục °C (°F)                     | −48.2 (−54.8)               | −42.9 (−45.2)               | −35.5 (−31.9)               | −27.6 (−17.7)               | −8.8 (16.2)                 | −1.2 (29.8)                 | 2.9 (37.2)                  | 0.4 (32.7)                  | −7.8 (18.0)                 | −27.0 (−16.6)               | −38.9 (−38.0)               | −43.1 (−45.6)               | −48.2 (−54.8)               |
| Lượng Giáng thủy trung bình mm (inches) | 24 (0.9)                    | 18 (0.7)                    | 17 (0.7)                    | 28 (1.1)                    | 40 (1.6)                    | 55 (2.2)                    | 68 (2.7)                    | 44 (1.7)                    | 43 (1.7)                    | 37 (1.5)                    | 37 (1.5)                    | 31 (1.2)                    | 433 (17.0)                  |
| Số ngày mưa trung bình                  | 0.4                         | 1                           | 3                           | 12                          | 17                          | 16                          | 17                          | 15                          | 16                          | 14                          | 6                           | 1                           | 118                         |
| Số ngày tuyết rơi trung bình            | 22                          | 20                          | 16                          | 9                           | 2                           | 0.1                         | 0                           | 0                           | 1                           | 10                          | 18                          | 24                          | 122                         |
| Độ ẩm tương đối trung bình (%)          | 78                          | 76                          | 74                          | 63                          | 55                          | 64                          | 70                          | 70                          | 69                          | 73                          | 79                          | 79                          | 71                          |
| Số giờ nắng trung bình tháng            | 77                          | 112                         | 178                         | 218                         | 272                         | 315                         | 320                         | 265                         | 199                         | 109                         | 75                          | 64                          | 2.204                       |
| Nguồn 1: pogoda.ru.net                  |                             |                             |                             |                             |                             |                             |                             |                             |                             |                             |                             |                             |                             |
| Nguồn 2: NOAA (1961-1990)               |                             |                             |                             |                             |                             |                             |                             |                             |                             |                             |                             |                             |                             |

## Thành phố kết nghĩa
- Flagstaff, Hoa Kỳ
- Zaragoza, Tây Ban Nha
- Bạch Thành, Trung Quốc
- Tân Cương, Trung Quốc (2007)
- Oskemen, Kazakhstan (2012)

## Liên kết
- Barnaul.org Official website of Barnaul
- GIS-Map of Barnaul Lưu trữ ngày 21 tháng 12 năm 2007 tại Wayback Machine
- Weather in Barnaul
- Map of Barnaul